# Probole exsinuaria
Probole exsinuaria är en fjärilsart som beskrevs av Achille Guenée 1858. Probole exsinuaria ingår i släktet Probole och familjen mätare. Inga underarter finns listade i Catalogue of Life.